# Comunidad del Pacífico
La Comunidad del Pacífico (Hasta 2015 conocida como Secretaría de la Comunidad del Pacífico (SPC por sus siglas en inglés)) es una organización intergubernamental regional cuya membresía incluye países y territorios en Oceanía, así como las metrópolis de esos territorios. Su objetivo es "desarrollar las capacidades técnicas, profesionales, científicas, investigativas, de planeación y de manejo de la gente de las islas del Pacífico y proveer directamente información y asesoría, para permitirles tomar decisiones informadas sobre su desarrollo futuro y bienestar". La sede de la organización es Numea, Nueva Caledonia, y tiene una oficina grande en Suva, Fiyi.

## Historia
La SPC fue fundada en 1947 como la Comisión del Pacífico Sur, con 6 países occidentales con influencia en la región:
- Australia
- Estados Unidos
- Francia
- Nueva Zelanda
- Países Bajos
- Reino Unido

El documento fundacional de la Comunidad es el Acuerdo de Canberra.
Después de la Segunda Guerra Mundial, los países fundadores de la Comunidad presuntamente tenían la intención de asegurar intereses políticos y militares de Occidente en el Pacífico de la postguerra.
Desde el principio, el papel de la Comunidad tuvo restricciones, y la invitación de Australia y Nueva Zelanda a Estados Unidos, Francia, Reino Unido y Países Bajos para participar en la Conferencia de la Comisión de los Mares del Sur en 1947 incluyó la estipulación que 

La Comisión [del Pacífico Sur] a ser establecida no debería tener poder para lidiar de ninguna forma con asuntos políticos o cuestiones de defensa o seguridad

Esta restricción en la discusión (en particular la restricción de discutir pruebas de armas nucleares en la región) llevó eventualmente a la creación del Foro del Pacífico Sur (conocido actualmente como "Foro de las Islas del Pacífico") en 1971, el cual excluyó a Francia, Estados Unidos y el Reino Unido, así como a sus territorios en la región.
En 1983, los siguientes países y territorios ingresaron a la Comunidad:
| - Fiyi - Guam - Islas Cook - Islas Marianas del Norte - Islas Marshall - Islas Pitcairn - Islas Salomón - Kiribati - Micronesia - Nauru - Niue | - Nueva Caledonia - Palaos - Papúa Nueva Guinea - Polinesia Francesa - Samoa Americana - Samoa - Tokelau - Tonga - Tuvalu - Vanuatu - Wallis y Futuna |

Al momento de la fundación de la Comunidad, todos ellos eran territorios (o protectorados, como Tonga) de los países fundadores. Nueva Guinea Holandesa, antiguamente representada en la Comunidad por Países Bajos, fue transferida a las Naciones Unidas en 1962 y a Indonesia en 1969. 
2 miembros fundadores se han retirado de la Comunidad: Países Bajos en 1962 y Reino Unido en 1994 y – después de su regreso en 1998 – nuevamente en 2004.
Coincidiendo con el 50.º aniversario de su fundación, en la 37.ª Conferencia del Pacífico Sur celebrada en Canberra (Australia) los días 20-21 de octubre de 1997, los Estados miembros decidieron cambiar la denominación de la organización a Pacific Community («Comunidad del Pacífico»), aunque se mantuvo la abreviatura SPC de su nombre original (South Pacific Commission) debido a su amplio uso y reconocimiento en todo el Pacífico.

## Actualidad
En la actualidad, el rol de la Comunidad se ha expandido en servicio comunitario y trabaja de cerca con organizaciones donantes y de asistencia técnica como AusAID, FAO y las Naciones Unidas.
La Comunidad es la más antigua y más grande organización del Consejo de Organizaciones Regionales del Pacífico (CROP), un proceso de consulta liderado a nivel político por la secretaría del Foro de las Islas del Pacífico. Desde el traspaso de los asuntos de coordinación y asuntos políticos regionales al Foro de las Islas del Pacífico en los 70's, la Comunidad se ha enfocado en proveer apoyo técnico, asesor, estadístico y de información a las autoridades de sus países y territorios miembros, particularmente en áreas donde las autoridades no tienen experticia o en áreas donde es necesaria la interacción o cooperación regional.

### Valores corporativos
- Las prioridades son establecidas por los países y territorios miembros
- Aproximación de "la gente primero", proveyendo soluciones prácticas a problemas reales
- Proveer excelente servicio
- Hacer una diferencia positiva en las vidas de los isleños del Pacífico a través de desarrollo y habilidades
- El objetivo: aliviar la pobreza
- Compromiso de proveer opciones para responder a oportunidades y desafíos presentes y futuros
- Promoción de sensibilidad cultural, ambiental y de género
- Operación con transparencia y rendición de cuentas

## Ejecutivos en jefe
- William D. Forsyth (Australia) 1 de noviembre de 1948 – 3 de junio de 1951
- Brian Freeston (Reino Unido) 12 de noviembre de 1951 – 12 de noviembre de 1954
- Ralph Clairon Bedell (Estados Unidos) 1 de marzo de 1955 – 28 de febrero de 1958
- Thomas Richard Smith (Nueva Zelanda) 1 de marzo de 1958 – 2 de marzo de 1963
- William D. Forsyth (Australia) 24 de marzo de 1963 – 31 de diciembre de 1966
- Gawain Westray Bell (Reino Unido) 1 de enero de 1967 – 11 de diciembre de 1969
- Afioga Afoafouvale Misimoa (Samoa Occidental) 1 de enero de 1970 – 18 de febrero de 1971 (muerto en misión oficial en Tarawa, Kiribati)
- John E. de Young (Estados Unidos) 18 de febrero de 1971 – 31 de octubre de 1971 (interino)
- Gustav F. D. Betham (Samoa Occidental) 1 de noviembre de 1971 – 30 de noviembre de 1975
- E. Maciu Salato (Fiyi) 9 de diciembre de 1975 – 30 de junio de 1979
- Mititaiagimene Young Vivian (Niue) 1 de julio de 1979 – 3 de junio de 1982
- Francis Bugotu (Islas Salomón) 1 de julio de 1982 – 30 de noviembre de 1986
- Palauni M. Tuiasosopo (Samoa Estadounidense) 9 de diciembre de 1986 – 31 de diciembre de 1988 (renunció)
- Jon Tikivanotau Jonassen (Islas Cook) 1 de enero de 1989 – 15 de junio de 1989 (interino)
- Atanraoi Baiteke (Kiribati) 16 de junio de 1989 – 5 de enero de 1993
- M. Jacques Iékawé (Nueva Caledonia) (murió el 10 de marzo de 1992 antes de asumir el cargo)
- Ati George Sokomanu (Vanuatu) 6 de enero de 1993 – 7 de enero de 1996
- Robert B. Dun (Australia) 8 de enero de 1996 – 5 de enero de 2000 (cambió el título de su cargo de secretario general a director general en 1997)
- Lourdes T. Pangelinan (Guam) 6 de enero de 2000 – 5 de enero de 2006
- Jimmie Rodgers (Islas Salomón) 6 de enero de 2006 – 5 de enero de 2014
- Colin Tukuitonga (Niue) 5 de enero de 2014 – Presente

## Bandera
La actual bandera de la Comunidad fue adoptada el 6 de diciembre de 1999. Está conformada por un campo azul oscuro con el emblema en el centro. Dicho emblema consiste en un círculo de estrellas blancas (una por cada miembro), completado por un arco de color turquesa. Dentro del círculo hay una versión estilizada de una embarcación de vela de color azul turquesa sobre 2 olas (una blanca y la otra turquesa). En la vela de la embarcación, hay una palmera blanca.
El arco representa al secretariado que une a los países. También representa una antena parabólica, un recordatorio de la importancia de las tecnologías de la información y la comunicación para unir a las naciones insulares en torno a una comunidad. La embarcación y las olas representan unión e intercambio y la palma simboliza riqueza. Los colores intentan reflejar las noches despejadas del Pacífico. El color turquesa en la embarcación, el arco y la ola inferior representa la juventud y los archipiélagos de la región.